# Follo
Follo est une commune italienne d'environ 6 400 habitants située dans la province de La Spezia dans la région Ligurie dans le nord-ouest de l'Italie.

## Administration
| Période                                  | Période  | Identité          | Étiquette    | Qualité |
| ---------------------------------------- | -------- | ----------------- | ------------ | ------- |
| 1945                                     | 1945     | Giuseppe Fasoli   | PCI          |         |
| 1945                                     | 1947     | Attilio Chiappini | PCI          |         |
| 1947                                     | 1951     | Carlo Sardi       | PRI          |         |
| 1951                                     | 1962     | Umberto Carabelli | PSI          |         |
| 1962                                     | 1964     | Arturo Codeglia   | DC           |         |
| 1964                                     | 1973     | Fernando Rovani   | PSI          |         |
| 1973                                     | 1976     | Aldo Canese       | PSI          |         |
| 1976                                     | 1980     | Aldo Luigi Canese | DC           |         |
| 1985                                     | 2004     | Marco Vignudelli  | PSI          |         |
| 2004                                     | 2009     | Giovanni Battolla | L'Union      |         |
| 2009                                     | En cours | Giorgio Cozzani   | Centre droit |         |
| Les données manquantes sont à compléter. |          |                   |              |         |

### Communes limitrophes
Beverino, Bolano, Calice al Cornoviglio, La Spezia, Podenzana, Riccò del Golfo di Spezia, Vezzano Ligure